# みんなで歌おうプリキュアパーティー!
『みんなで歌おうプリキュアパーティー!〜ハロウィン・盆おどり・おたんじょう会・たいそう・クリスマス〜』（みんなでうたおうプリキュアパーティー!〜ハロウィン・ぼんおどり・おたんじょうかい・たいそう・クリスマス〜）は、「プリキュアシリーズ」のコンセプト・アルバム。2016年9月28日にマーベラスから発売された。

## 概要
東映アニメーション制作、ABCテレビ・テレビ朝日系列で放送のテレビアニメ「プリキュアシリーズ」を題材に、各季節の行事の楽曲を収録した企画アルバム。2015年8月発売の体操用・盆踊り用楽曲のシングル「プリキュアたいそう&プリキュア音頭〜スマイルWink〜」収録の2曲に加え、新曲としてハロウィンソング、クリスマス聖歌、お誕生会用の楽曲を収録している。いずれの楽曲もこれまでプリキュアシリーズで主題歌を担当した歌手が歌唱を担当している。
ジャケットイラストは発売時放送作品である『魔法つかいプリキュア!』の朝日奈みらい・十六夜リコ・花海ことは・モフルンがハロウィンの仮装をしたイラストが用いられている。また、初回限定封入特典としてジャケットサイズステッカーが同梱されている。

## 収録内容
- 即発曲の解説は各収録作品を参照のこと。

1. プリキュア☆彡ハロウィンカーニバル!
歌：北川理恵
作詞：六ツ見純代、作曲・編曲：高木洋
インストゥルメンタルバージョンが『魔法つかいプリキュア!』第39話のBGMとして使われている（挿入歌扱い）。
2. プリキュア音頭〜スマイルWink〜
歌：五條真由美
作詞：あおきくみこ、作曲：高取ヒデアキ、編曲：籠島裕昌
3. ハッピーバースデーLOVE
歌：五條真由美&宮本佳那子
作詞：Funta3、作曲・編曲：Funta7
4. プリキュアたいそう
歌：吉田仁美
作詞・作曲・編曲：宮下浩司
5. Precure Holy Night
歌：うちやえゆか
作詞：大森祥子、作曲・編曲：高木洋
インストゥルメンタルバージョンが『魔法つかいプリキュア!』第46話のBGMとして使われている（挿入歌扱い）。
6. プリキュア☆彡ハロウィンカーニバル!（オリジナル・カラオケ）
7. プリキュア音頭〜スマイルWink〜（オリジナル・カラオケ）
8. ハッピーバースデーLOVE（オリジナル・カラオケ）
9. プリキュアたいそう（オリジナル・カラオケ）
10. Precure Holy Night（オリジナル・カラオケ）